# Маскали (Пермский край)
Маскали — деревня в Косинском районе Пермского края. Входит в состав Косинского сельского поселения. Располагается севернее районного центра, села Коса. Расстояние до районного центра составляет 17 км. По данным Всероссийской переписи населения 2010 года, в деревне проживало 116 человек (49 мужчин и 67 женщин).

## История
До Октябрьской революции населённый пункт Маскали входил в состав Косинской волости, а в 1927 году — в состав Порошевского сельсовета. По данным переписи населения 1926 года, в деревне насчитывалось 44 хозяйства, проживало 228 человек (108 мужчин и 120 женщин). Преобладающая национальность — коми-пермяки. Действовала врачебный или фельдшерский пункт.
По данным на 1 июля 1963 года, в деревне проживало 210 человек. Населённый пункт входил в состав Порошевского сельсовета.